# 王锡符
王锡符（1898年—1952年4月），字契章，直隶省高阳县利家口村人，中华民国军事将领。

## 生平
1898年，王锡符生于高阳县利家口村。自幼既喜武，又喜读书，擅长书法。13岁，入直隶姚村陆军小学学习。16岁，入清河陆军第一预备军官学校。1916年，进入保定陆军军官学校炮兵部。1918年，任阎锡山部步兵第十团见习军官，在军旅中13年，历任中尉、上尉、少校副官、炮兵营长、团长等职务。1928年5月，入北京陆军大学进行短期深造。1929年6月，任北平市公安局局务主任。 1930年8月，升任北平市公安局局长，同年9月加入中国国民党。1930年，王锡符在北平市发动了关闭妓院运动，但遭到阻挠，未能成功，任北平市公安局局长仅一个月便离开北平。1931年，王锡符任太原市公安局局长，任内以“武官不畏死，文官不爱财”自律并教育子女。
1933年，王锡符任南京国民政府军事委员会参议兼行政院参议。1935年，任津浦铁路总务处副处长、驻天津办事处处长、南京国民政府铁道部专员。1936年，获授少将军衔。1937年，任正太、同浦、平绥铁路线军事专员，代理司令官，负责军备以及兵员运输。日军进攻正定、石家庄时，王锡符亲自率部队赴石门车站，冒着炮火中抢运出11辆运输车以及大批物资。1938年，王锡符随部队撤至武汉，担任后勤部船舶运输司令部参谋长。日军进攻武汉时，王锡符冒着日军飞机的轰炸，指挥长江各港口调船抢运物资入四川。1939年，王锡符任西安江北兵站统监部参谋处长。后来，担任重庆国民政府交通部专员。
1945年抗日战争胜利后，王锡符任第十一战区北平额外中将高参，兼任保定行政督察专员，河北省政府参议员。其间，王锡符不满中国国民党挑起内战，情绪十分消沉。王锡符曾力劝保定保安司令池峰城不要滥杀无辜，从而同池峰城发生矛盾，王锡符乃于1946年11月辞去了保定行政督察专员职务，迁居北平。
1947年，王锡符与北平的中共地下党进行了接触，接受了反对内战等思想。1949年，在北平和平解放的过程中，王锡符退掉了全家飞往台湾的机票，参与傅作义举行起义前的筹划，后来随傅作义起义。北平和平解放后，王锡符随即参加中国人民解放军，进入石家庄华北军政大学学习，受到马列主义教育。1950年，担任华北陆军军官学校研究部研究员。 1951年，担任第六高级步兵学校研究员。在肃反运动中，王锡符被划为“反革命分子”，判处有期徒刑8年，关押在天津张贵庄新生第六劳改农场服刑。
1952年4月，王锡符在关押中逝世，享年54岁。
1983年，北京军区军事法院决定撤销对王锡符的判决，恢复其革命军人的名誉。